# Galumna
Galumna är ett släkte av kvalster. Galumna ingår i familjen Galumnidae.

## Dottertaxa tillGalumna, i alfabetisk ordning[1]
- Galumna aba
- Galumna aegyptica
- Galumna agueroi
- Galumna alata
- Galumna ambigua
- Galumna angularis
- Galumna ankaratra
- Galumna antalata
- Galumna appressala
- Galumna arabica
- Galumna araujoi
- Galumna armatifera
- Galumna arrugata
- Galumna asiatica
- Galumna atomaria
- Galumna australis
- Galumna azoreana
- Galumna baloghi
- Galumna banksi
- Galumna barnardi
- Galumna basilewskyi
- Galumna berlesei
- Galumna betzaida
- Galumna bimorpha
- Galumna bradleyi
- Galumna brasiliensis
- Galumna californica
- Galumna calva
- Galumna capensis
- Galumna castanea
- Galumna changchunensis
- Galumna chujoi
- Galumna circularis
- Galumna cirripilis
- Galumna coloradensis
- Galumna colossus
- Galumna comparabilis
- Galumna coreana
- Galumna coronata
- Galumna costata
- Galumna crenata
- Galumna cubana
- Galumna cuneata
- Galumna delectum
- Galumna difficilis
- Galumna dimidiata
- Galumna dimorpha
- Galumna discifera
- Galumna dispar
- Galumna divergens
- Galumna dorsalis
- Galumna dubia
- Galumna egregia
- Galumna elegantula
- Galumna elimata
- Galumna engelbrechti
- Galumna euaensis
- Galumna europaea
- Galumna exigua
- Galumna fijiensis
- Galumna flabellifera
- Galumna flagellata
- Galumna floridae
- Galumna fordi
- Galumna fuscata
- Galumna gharbiensis
- Galumna gibbula
- Galumna glabra
- Galumna globuloides
- Galumna granalata
- Galumna grandjeani
- Galumna hammerae
- Galumna heros
- Galumna hexagona
- Galumna hiroyoshii
- Galumna homodactyla
- Galumna hudsoni
- Galumna humida
- Galumna imperfecta
- Galumna incerta
- Galumna incisa
- Galumna innexa
- Galumna iranensis
- Galumna irazu
- Galumna iterata
- Galumna ithacensis
- Galumna jacoti
- Galumna karajica
- Galumna kazakhstani
- Galumna khoii
- Galumna lanceata
- Galumna laselvae
- Galumna lejeunei
- Galumna longiclava
- Galumna longiporosa
- Galumna louisianae
- Galumna lunaris
- Galumna lyrica
- Galumna macroptera
- Galumna major
- Galumna mariae
- Galumna mauritii
- Galumna maxima
- Galumna media
- Galumna microfissum
- Galumna microsulcata
- Galumna minuta
- Galumna mollis
- Galumna monteithi
- Galumna monticola
- Galumna mystax
- Galumna neonominata
- Galumna nigra
- Galumna nilgiria
- Galumna niliaca
- Galumna nodula
- Galumna nonoensis
- Galumna nuda
- Galumna obvia
- Galumna ornata
- Galumna ovata
- Galumna pallida
- Galumna parascaber
- Galumna parva
- Galumna parviporosa
- Galumna perezi
- Galumna planiclava
- Galumna polyporus
- Galumna praeoccupata
- Galumna pterolineata
- Galumna pusilla
- Galumna rasilis
- Galumna reiterata
- Galumna reticulata
- Galumna rhinoceros
- Galumna rossica
- Galumna rostrata
- Galumna rugosa
- Galumna sabahna
- Galumna saboori
- Galumna samoaensis
- Galumna scaber
- Galumna sequoiae
- Galumna setigera
- Galumna similis
- Galumna singularis
- Galumna sinuofrons
- Galumna strinovichi
- Galumna swezeyi
- Galumna szentivanyorum
- Galumna tarsipennata
- Galumna tessellata
- Galumna texana
- Galumna tokyoensis
- Galumna tricuspidata
- Galumna triops
- Galumna triquetra
- Galumna tuberculata
- Galumna undulata
- Galumna unica
- Galumna valida
- Galumna varia
- Galumna weni
- Galumna virginiensis
- Galumna zachvatkini
- Galumna zeucta